# Marcin Wicik

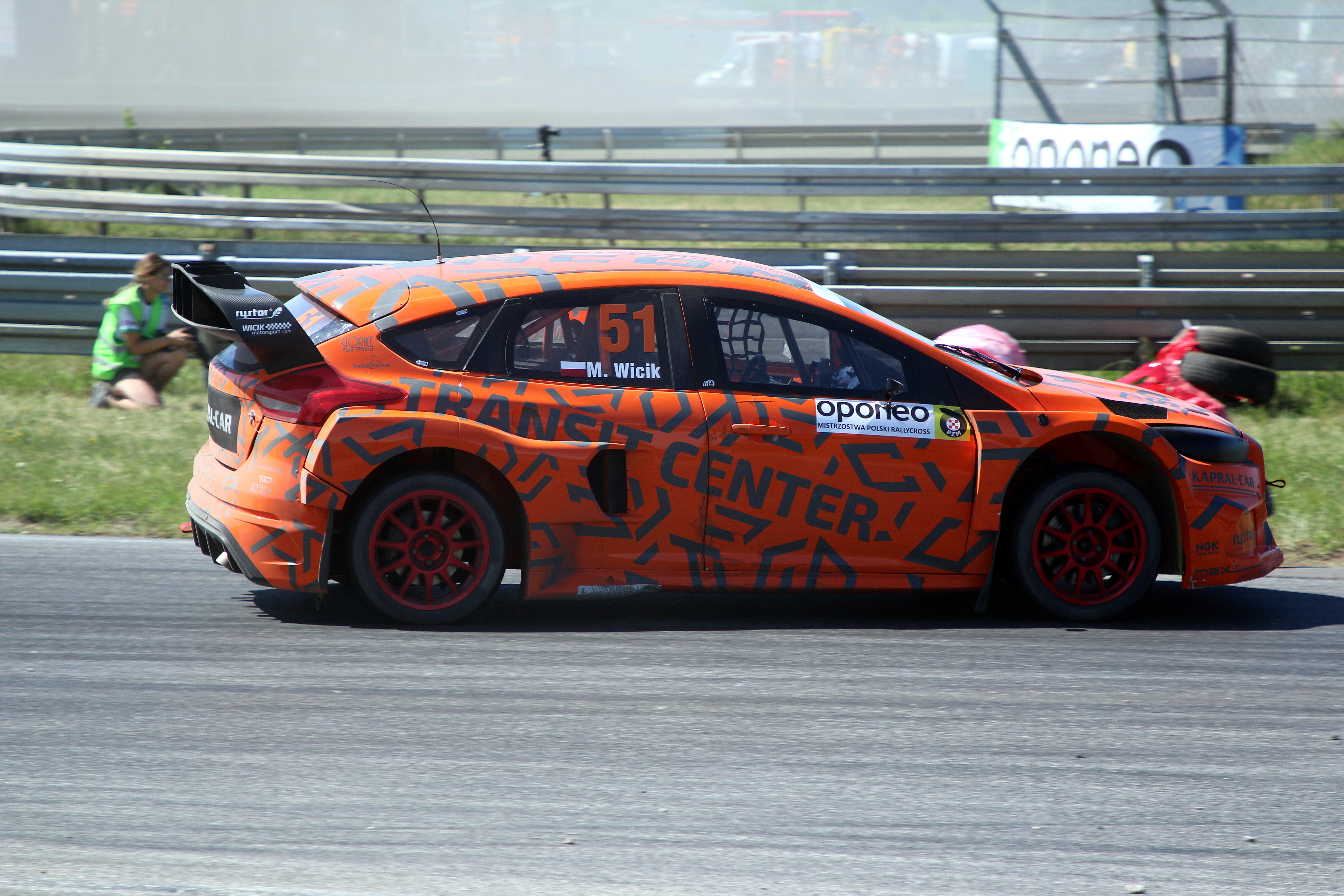
Marcin Wicik jadący Fordem Focusem RX podczas 4 rundy OPONEO Mistrzostw Polski Rallycross w Toruniu w roku 2019

Marcin Wicik – konstruktor i kierowca samochodów wyścigowych, mistrz Polski rallycrossu w 2007 r., pięciokrotny wicemistrz Polski w rallycrossie w latach 2001–2005. Zdobywca Pucharu Polski w rallycrossie w 2009 r., 2010 r. oraz 2011 r.. Założyciel zespołu wyścigowego Wicik Motorsport.

## Życiorys[7]

### Początek kariery
Przygodę na torze zaczął w 2001 r., startując w Konkursowej Jeździe Samochodem i zdobywając tytuł Wicemistrza Okręgu za kierownicą Forda Escort RS Cosworth. W 2002 r. zadebiutował na torach RallyCrossowych w kraju. W pierwszym sezonie startów zdobył tytuł WiceMistrza Polski w klasie aut z napędem na cztery koła. W tym samym roku zadebiutował w mistrzostwach Europy, awansując do finału.
Sezon 2003 zakończył zdobyciem wicemistrzostwa Polski w rallycrossie, część wyścigów odbyła się na torach w Litwie.

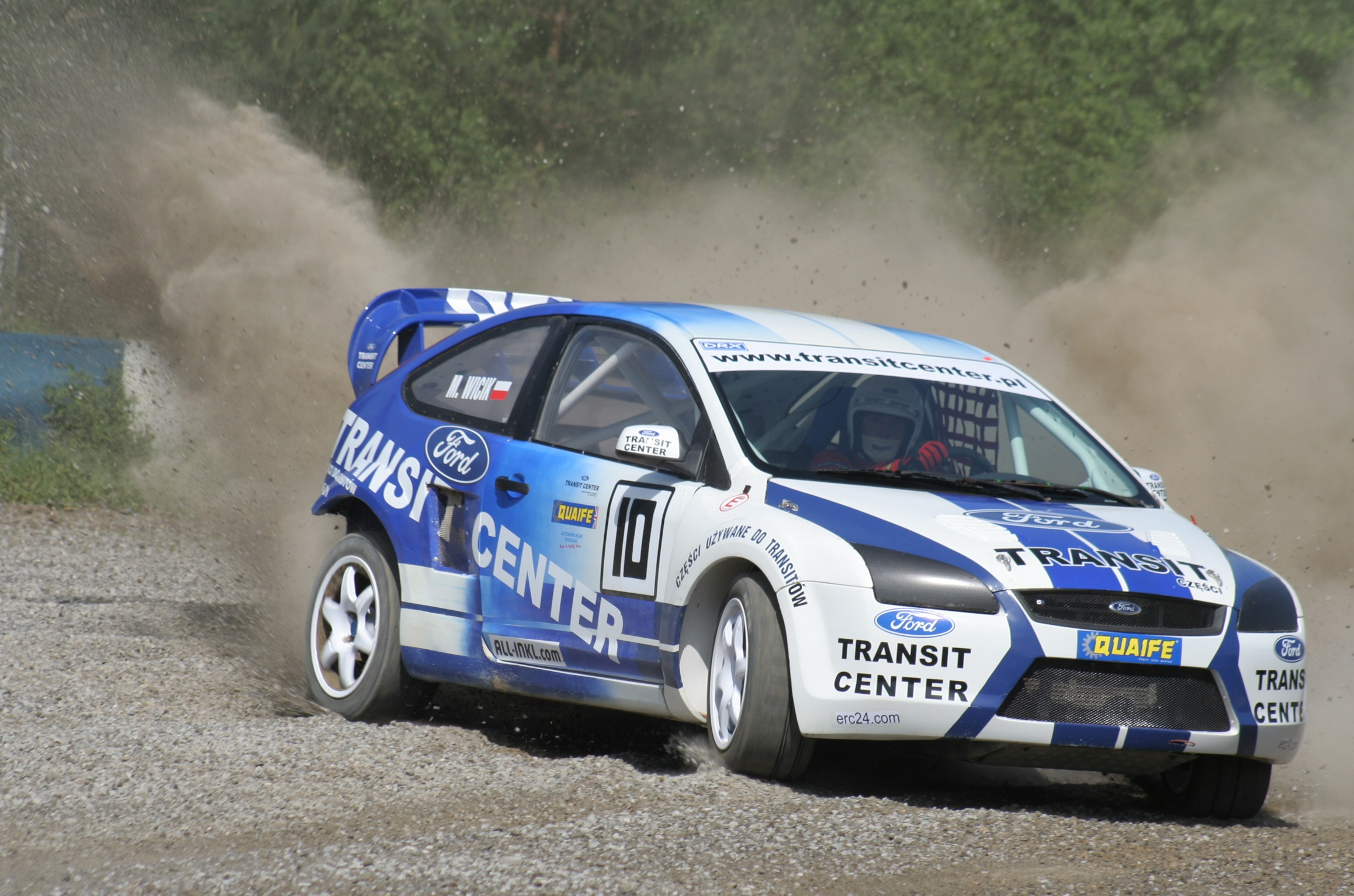
Samochód zbudowany od podstaw w roku 2006 przy współpracy Transit Center Motorsport i Sterkens Motorsport – firmy pochodzącej z Belgii. Samochód osiągał moc 535KM i 800Nm

### 2004–2007
W czerwcu 2004 r. firma Transit Center Motorsport, której barwy reprezentował, zakupiła z Belgii Forda Escort Cosworth w specyfikacji A-grupowej. W przygotowaniu pojazdu do RallyCrossu pomagała grupa Pauwels Motorsport. Sezon zakończył się wicemistrzostwem kraju.
Kolejny rok wiązał się z występem na mistrzostwach Europy w Słomczynie. Po zakwalifikowaniu się do finału zajął 14. miejsce. Na przełomie roku 2005/2006 w Transit Center rozpoczęły się prace nad nowym samochodem. Zdecydowano się zbudować Focusa RS WRC. Premiera pojazdu miała miejsce na torze w Holandii pod koniec marca 2006 r. W sezonie 2006 występował na torach w Belgii, Holandii, Szwecji, Polsce i Czechach.
Sezon 2007 rozpoczął w marcu od zwycięstwa podczas mistrzostw Niemiec na torze koło Magdeburga, pokonując Mistrza Niemiec Rolfa Volanta. Podczas okresu rozpoczęto przygotowania kolejnego Forda Focusa WRC, tym razem w specyfikacji z 2004 r. Tym samochodem Marcin Wicik zwyciężył podczas pierwszej eliminacji Mistrzostw Polski w Toruniu. Zwycięstwo podczas kolejnych zawodów i trzecie miejsce Mistrzostw Strefy Centralnej było połową drogi do upragnionego Mistrzostwa Polski. Przypieczętowanie tytułu nastąpiło podczas międzynarodowej rywalizacji na czeskim torze w Sedlczanach, gdzie Wicik jako jedyny Polak dostał się do finału, zdobywając 20 punktów do klasyfikacji mistrzostw Polski. Po tych zawodach przewaga punktowa nad drugim zawodnikiem w klasyfikacji generalnej była tak duża, że kolejny start w Toruniu nie był konieczny. Po sześciu latach ścigania na torach całej Europy zdobył tytuł mistrza Polski w rallycrossie.

### 2008–2010

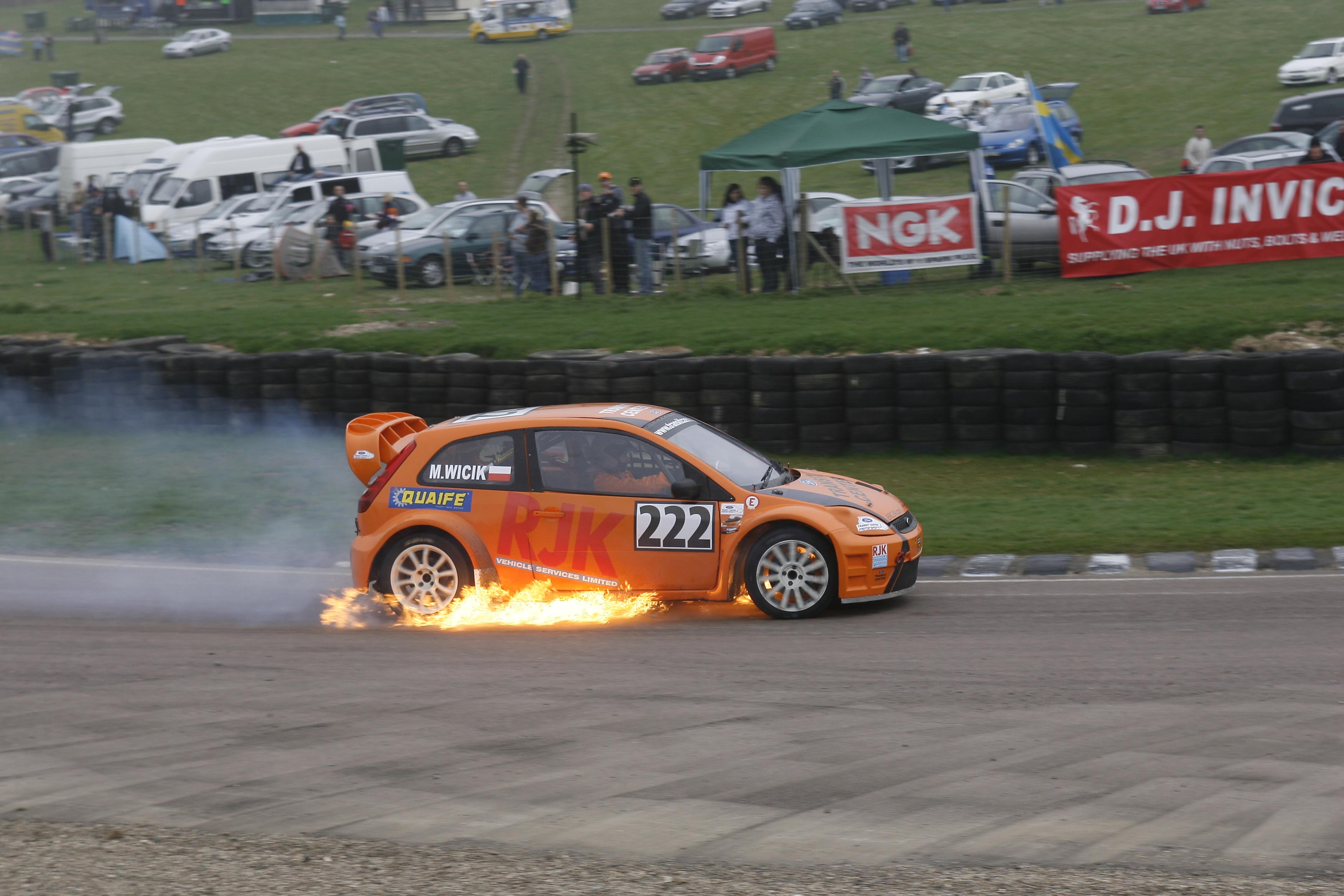
Ford Fiesta RWD, przebudowany całkowicie w 2009 r.

Sezon 2008/09 wiązał się z utworzeniem nowego pojazdu – Forda Fiesty RWD. Zdobył nim Puchar Polski 2009.
Plany na kolejny sezon zakładały walkę w mistrzostwach i Pucharze Polski. Tym razem Fordem Fiestą T-16, czyli autem z napędem na cztery koła. Marcin pewnie zdobył Puchar Polski w Dywizji-1. Zdobywanie kolejnych doświadczeń w trakcie roku pozwoliło na awans do finału w Mistrzostwach Europy w Słomczynie.

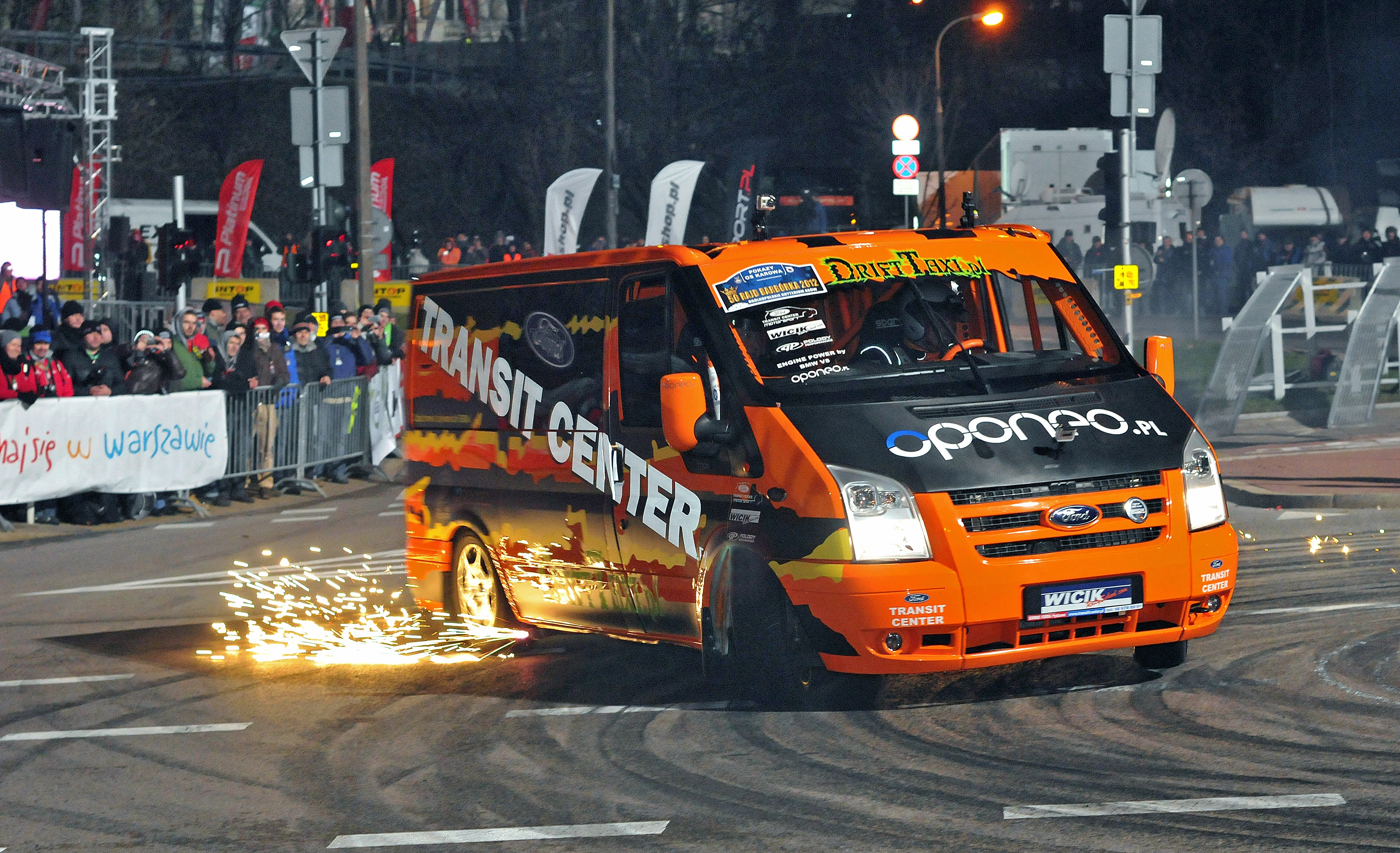
Pierwszy na świecie Drift Bus, napędzany jednostką V8

Dziesięć lat występów na torach wyścigowych uwieńczył zdobyciem Pucharu Polski w klasie SuperCars, po raz kolejny okazując się bezkonkurencyjnym wśród polskich zawodników. W mistrzostwach Europy Centralnej zajął 2. miejsce. Podczas wrześniowych zawodów rangi europejskiej kolejny raz dostał się do finałowej szesnastki, zawody ukończył w połowie stawki. Był to pożegnalny występ za kierownicą Forda Fiesty 2.0 Turbo. Podczas tych samych zawodów zaprezentował swojego Forda Transita zbudowanego do Driftu. Był to pierwszy pojazd tego typu na świecie, napędzany silnikiem V8 z BMW M5. Był jednym z bohaterów polskiej edycji kultowego programu Top Gear oraz odcinku serii The Hoonigans. 

### 2017
Skoncentrował się na rozwoju kariery wyścigowej swojego ośmioletniego syna, Colina Wicika. Colin rozpoczął swoją przygodę z kartingiem w tym samym roku, debiutując w kwietniu podczas zawodów Rotax Max Challenge w Toruniu. Jego kariera rozwijała się pod opieką doświadczonych kierowców wyścigowych oraz profesjonalnego zespołu Wyrzykowski Motorsport.

### 2018
Założył kanał na YouTube w którym relacjonuje rundy Mistrzostw Polski Rallycross, przeprowadza testy części samochodowych oraz prezentuje budowę Forda Focusa RX. Kierowca zapowiedział powrót do zawodów rallycross w sezonie 2019. 

### 2019
Powrócił do rywalizacji w Oponeo mistrzostwach Polski rallycrossie 2019 w klasie SuperCars. W lutym 2019 r. zapowiedział starty w Titans RX oraz Oponeo MPRC. Miesiąc później odbyła się oficjalna premiera samochodu i pierwsze testy torowe. Samochód zadebiutował w kwietniu na Autodromie Słomczyn w ramach 1. Rundy Oponeo MPRC 2019. Pechowa kolizja i kontuzja zmusiły kierowcę do dwumiesięcznej przerwy. Powrócił do rywalizacji w czerwcu, sięgając po pierwsze zwycięstwo w wyścigu Focusem RX.
7 września 2019 zakwalifikował się do światowych finałów Gymkhana Grid, gdzie stanął do walki z Kenem Blockiem i Petterem Solbergiem. Zawody zakończyły się zakwalifikowaniem do szesnastki najlepszych kierowców na świecie. Sezon 2019 zakończył zdobyciem 2. miejsca w mistrzostwach Litwy rallycrossie.

### 2020
Marcin Wicik wystartował w Mistrzostwach Polski Rallycross 2020, reprezentując barwy zespołu Wicik Motorsport. Kierowca Focusa RX rywalizował w klasie SuperCars m.in. z Jakubem Przygońskim oraz Zbigniewem Staniszewskim. Sezon zakończył się zdobyciem tytułu II-Vice Mistrza Polski Rallycross.